# Linje 350S
Linje 350S er en buslinje i København, der kører mellem Ballerup st. og Nørreport st. Linjen er en del af Movias S-busnet og er udliciteret til Keolis Danmark, der driver linjen fra sit garageanlæg på Jernholmen på Avedøre Holme. Den betjener blandt andet Herlev, Brønshøj, Nørrebro og Indre By. I 2024 havde den 2,9 mio. passagerer.
Linje 350S blev oprettet mellem Ballerup st. og Dragør Færgehavn 24. september 1995. I 1998 omlagdes den via den nye Tårnby st. og til Dragør Stationsplads. Derudover har der været nogle lokale omlægninger i forbindelse med metrobyggeri i 1996-2002 og renovering af Nørreport st. i 2011-2014. I forbindelse med åbningen af metrostrækningen Cityringen i 2019 blev linjen indskrænket til kun at køre mellem Ballerup st. og Nørreport st.

## Historie
21. oktober 1990 indførte det daværende Hovedstadsområdets Trafikselskab (HT) de første S-buslinjer, der var og er hurtige og direkte linjer med få stop undervejs. De første linjer var tværlinjer udenom Københavns centrum, men fra 1994 begyndte man også at etablere radiallinjer gennem København. På det tidspunkt havde man efterhånden fået oprettet de fleste af de oprindeligt planlagte linjer, men i januar 1995 udgav HT S-busplan 1995-1997, der lagde op til yderligere kraftig udbygning af S-busnettet. Der skulle etableres nye S-buslinjer, hvor de eksisterende lokale buslinjer og S-tog ikke gav tilstrækkelig højklasset betjening, og der skulle oprettes flere radiallinjer. Baggrunden var bl.a., at hvor der var indført S-busser, var årlige fald i passagertallene på 2-3 % blevet vendt til stigninger på 6-7 %. Til gengæld betød de nye tiltag, at man ikke længere kunne holde målet om en mindste rejsehastighed på 40 km/t men måtte nøjes med mindst 25 km/t i de centrale bydele. De nye tiltag ville omfatte de fem radiallinjer 150S, 350S, 450S, 550S og 650S og tværlinjen 100S. Ved fuld etablering ville det øge S-bussernes andel af det samlede antal vogntimer kørt for HT fra ca. 10 % til ca. 20 %.
I første omgang etableredes linje 350S 24. september 1995 fra Ballerup st. via Husum Torv, Nørreport st., Christianshavns Torv og Sundbyvester Plads til Dragør Færgehavn. Linjen erstattede linje 7E mellem Ballerup st. og Kongens Nytorv, men med den ændring at der ikke længere kørtes via Herlev st. Desuden blev linje 73E mellem Nørreport st. og Dragør reduceret fra at køre i dagtimerne alle dage til kun at køre i myldretiderne, linje 30 og 33 fik reduceret driften mellem myldretiderne, og linje 5 ophørte med at køre til Ballerup st. om aftenen, hvor den hidtil havde erstattet linje 7E.
Fra starten var der lagt an til, at der skulle være høj komfort på den nye linje. Der anskaffedes 25 nye busser med bekvemme stofsæder, taskehylde med læselys og tonede termoruder. Som på de øvrige S-buslinjer var busserne forsynet med en indvendig oversigt over stoppesteder og skiftemuligheder. Desuden indførtes som noget nyt stik til hovedtelefoner ved hvert sæde, så passagererne kunne høre radio, men det blev dog senere droppet. Også den hyppige drift kunne der prales af med 10 minutters drift på yderstrækningerne og 5 minutters drift på den centrale strækning mellem Husum Torv og Amager Centret i dagtimerne.
Efter etableringen af linje 350S ved køreplansskiftet 24. september 1995 måtte HT dog konstatere, at det var den, der gav anledning til de fleste klager. Linjen havde nemlig fået så stor succes, at det var blevet et problem. Enkelte busser på linjen fra Husum til Lautrupparken var således overfyldte, så det ikke var alle passagerer, der kunne komme med.

### Metroen og dens følger
Sideløbende med udbygningen af S-busnettet blev det besluttet at etablere en metro i København, som kom til at følges med linje 350S fra Nørreport st. via de nye Kongens Nytorv st. og Christianshavn st. til Amagerbro st. I årene inden åbningen betød det imidlertid flere omlægninger på linje 350S, mens anlægsarbejderne stod på. Den første fandt sted 14. april 1996, så linjen ikke længere kørte ad Lille Kongensgade forbi Kongens Nytorv i retning mod Dragør men kom til at køre ligeud ad Bremerholm.
5. januar 1997 blev Frederiksborggade spærret ved Nørre Voldgade i forbindelse med anlæg af ny metrostation i tilslutning til Nørreport st. Linje 350S blev i første omgang omlagt ad Søtorvet og Gothersgade i stedet for ad Frederiksborggade. En måned senere ændredes det til kørsel ad Frederiksborggade - Nørre Farimagsgade - Gothersgade i retning mod Dragør, men i praksis benyttedes begge veje i begge retninger. Omlægningen var i øvrigt oprindeligt annonceret til at vare cirka tre år, men metroen lod vente på sig, og først efter næsten seks år blev Frederiksborggade genåbnet 20. oktober 2002 efter indvielsen af metroen. Også ved Amager Centret blev det aktuelt med omlægning, så ture der endte her fra 13. februar 1997 i stedet for at køre ad Reberbanegade kom til at køre ad Ålandsgade på den anden side af centret.
Fra 1997 til 2002 fandt det såkaldte Priobus-forsøg sted på Amagerbrogade. Priobus var et avanceret satellitbaseret styrings- og informationssystem, der skulle sørge for hurtigere og mere præcise busser samt bedre information til passagerne. I de 114 busser, der kørte ad gaden på linje 2, 11, 28, 73E, 250S og 350S, var der displays, der viste næste stoppested og forventet ankomst til knudepunkter. Ved syv stoppesteder var der displays, der viste hvilke linjer der kom hvornår. Endelig var der anlagt 1,6 km ny busbane på strækningen, og lyssignalerne var indrettet til at give forsinkede busser forret. Forsøget blev indviet af trafikminister Bjørn Westh 4. november 1997.
27. september 1998 skete der en række ændringer af linjenettet på Amager som følge af indvielse af Øresundsbanen til Københavns Lufthavn. For linje 350S betød det, at den blev omlagt fra at køre ad Amager Landevej og Tømmerupvej kom til at køre ad Tårnbyvej og Englandsvej forbi den ny Tårnby st. Desuden omlagdes den i Dragør, så den i stedet for at køre ad Kirkevej til Dragør Færgehavn kom til at køre ad Krudttårnsvej og Søndre Strandvej til en ny endestation på Dragør Stationsplads. Færgehavnen mistede i øvrigt sin betydning året efter, da færgeruten til Limhamn blev indstillet.
24. oktober 1999 blev driften udvidet fra 12 til 18 afgange i dagtimerne på den centrale strækning mellem Husum Torv og Amager Centret. Det var tanken, at busserne skulle komme som perler på en snor til gavn for de 11 mio. passagerer om året på linjen. Men i stedet kom busserne til at klumpe sig sammen i Indre By med store forsinkelser til følge. Det var især bilkøen til Magasin du Nords parkeringshus ved Bremerholm, der gav problemer. Som et forsøg indførte HT og entreprenøren Linjebus derfor en indsatsgruppe for linjen i dagtimerne på hverdage fra januar 2000 med ekstra busser og chauffører. I foråret 2000 var der kommet styr på tingene, så 99,9 % af turene blev gennemført. Blandt andet var der blevet arbejdet med aktiv trafikstyring, justering af signalanlæg og forbedring af forholdene på Bremerholm. I slutningen af 2000 kunne man så glæde sig over, at den udvidede drift og nye busser havde givet linje 350S 7 % flere passagerer end på samme tid året før.
Etableringen af metroen betød ikke kun midlertidige omlægninger men også generelle reduktioner i den københavnske busdrift. I den forbindelse lagde HT i 2000 op til, at der skulle etableres et net af stambusser, senere kendt som A-busser, i og omkring Københavns og Frederiksberg Kommuner i form af seks linjer med hyppig drift. De ville blandt andet erstatte hele eller dele af flere S-buslinjer, men de resterende ville så til gengæld i højere grad kunne fungere som hurtige forbindelser mellem forstæderne og centrum.
I et forslag til stambusnettet i april 2001 blev planerne gjort mere konkrete. Her skulle linje 350S have uændret linjeføring, men de korte ture mellem Husum Torv og Amager Centret skulle hovedsageligt erstattes af den senere linje 5A. Der skulle dog stadig være et par ekstra afgange i timen i myldretiderne mellem Ballerup st. og Nørreport st. Imidlertid havde stambusplanen som helhed den følge, at de fleste andre linjer i Københavns og Frederiksberg Kommuner også ville berørt. Som alternativ arbejdedes derfor med et referencebusnet, hvor det eksisterende busnet blev bibeholdt i størst muligt omfang men med de reduktioner metroen medførte. Her ville de korte ture på linje 350S blive afkortet fra Amager Centret til Nørreport st., idet metroen som nævnt ville komme til at køre på denne strækning. Det var desuden tanken, at linje 350S i givet fald skulle betjenes af dobbeltdækkerbusser ligesom dem, der lige var blevet indført på linje 250S. Ulempen ved referencebusnettet var dog, at S-busserne sprang en del stoppesteder over, som andre linjer så måtte betjene. Noget der betød, at en del strækninger fik dobbelt betjening. For eksempel ville linje 350S på den måde fortsat blive suppleret af linje 5 på Frederikssundsvej og Nørrebrogade og af linje 2 på Amagerbrogade.
Slutresultatet blev imidlertid, at HT's afløser HUR besluttede at indføre stambusnettet i tre etaper ved et møde den 26. oktober 2001. Ændringerne i den første etape ved metroens åbning 20. oktober 2002 blev vedtaget af HUR på et møde den 28. februar 2002. Linje 350S overlevede med uændret linjeføring, men de korte ture mellem Husum Torv og Amager Centret blev erstattet af den nye linje 5A.
Indførelsen af metroen og A-busserne fik også betydning for Priobus-forsøget, der blev lukket 1. oktober 2002. Alle seks linjer, der var involveret i forsøget, blev enten nedlagt eller ændret, og det ville blive dyrt og besværligt at flytte IT-udstyret over i de busser, der ville komme til at køre på gaden i stedet. Desuden var systemet blevet overhalet af den teknologiske udvikling. Så passagerne måtte finde sig i, at de elektroniske displays blev slukket, for først senere at blive erstattet af mere avanceret udstyr med samme funktion. Busbaner og fremkørselssignaler forblev dog i brug uanset afviklingen af resten af projektet.

### Senere ændringer
Den første tid med metroen gik ikke helt som den skulle, for Jernbanetilsynet havde til at begynde med kun givet tilladelse til halvt så hyppig drift som planlagt. Først fra 6. januar 2003 kunne der køres som tiltænkt. Samtidig var det hidtidige system med direkte E-buslinjer fra Dragør, Store Magleby og ved Kongelunden til Indre By blevet ændret til linjer, der førte til de nye metrostationer. Det gav anledning til en del utilfredshed, ikke mindst fordi den reducerede drift på metroen gav lange skiftetider i begyndelsen. Linje 350S kørte godt nok stadig fra Dragør til Indre By, men den kom til gengæld til at døje med trængsel og uregelmæssig drift. For at imødekomme det blev der derfor indsat ekstra afgange på linjen. Fra 12. januar 2003 ændredes køreplanen desuden, så der atter suppleredes med korte ture i myldretiden mellem Husum Torv og Sundbyvester Plads.
En medvirkende årsag til den uregelmæssige drift var ulovligt parkerede biler i busbanerne. Der var ellers brugt en del penge på busbanerne, men de ulovligt parkerede biler gjorde, at de ikke kunne udnyttes i det ønskede omfang. I sommeren 2004 blev der derfor gennemført et forsøg med videoovervågning. To busser på linje 350S blev udstyret med to kameraer hver, der optog kørsel i eller ved siden af busbanerne. Der blev så ført statistik over problemets omfang og afprøvet, hvordan systemet fungerede under forskellige lys- og vejrforhold. Systemet kunne dog ikke umiddelbart bruges til at retsforfølge bilisterne, da det ville kræve dokumentation for, hvem der sad i de pågældende biler.
17. oktober 2004 blev driften ændret, idet man gik over til at køre linjen i to overlappende dele det meste af driftstiden. Mellem myldretiderne, i eftermiddagsmyldretiden og i dagtimerne lørdag kørtes således skiftevis Ballerup st. - Sundbyvester Plads og Husum Torv - Dragør Stationsplads, og om aftenen alle dage kørtes skiftevis Ballerup st. - Nørreport st. og Husum Torv - Dragør Stationsplads. 18. marts 2008 afkortedes turene til Sundbyvester Plads til Nørreport st., men de forlængedes atter i myldretiden fra 17. april 2011, hvor princippet med skiftevis kørsel Ballerup st. - Nørreport st. og Husum Torv - Dragør Stationsplads samtidig udvidedes til også at gælde i dagtimerne søndag.
I første halvår af 2007 blev linje 350S benyttet til forsøg med automatisk annoncering af alle stoppestederne. Derved ville man kunne undgå problemer med chauffører, der talte utydeligt eller glemte at annoncere de stoppesteder, de var blevet bedt om. Linje 350S blev valgt til forsøget, fordi det nemt kunne tilføjes til de computere, busserne allerede havde til brug for overvågningskameraer. Det viste sig, at chaufførerne og passagererne generelt var positive overfor den automatiske annoncering. Det lettede arbejdet for chaufførerne og gjorde det nemmere for svagtseende og turister at orientere sig. De fleste syntes også, at der burde udbredes til alle buslinjer. Her var der dog lidt uenighed om, hvor vidt der skulle annonceres alle stoppesteder på linjer, hvor der var kortere mellem dem end på S-buslinjerne. Resultatet blev imidlertid krav om automatisk stoppestedsannoncering på alle linjer i Storkøbenhavn begyndende med de udbud, der trådte i kraft i 2009. Andre steder kom det til at afhænge af linjen, om det blev et krav eller et ønske.
1. april 2012 forlængedes de ture på linje 350S, der havde endestation på Husum Torv, til Herlev st. til erstatning for linje 22, der afkortedes tilsvarende. Ved samme lejlighed udvidedes princippet med skiftevis kørsel til også at gælde om morgenen alle dage i form af Ballerup st. - Nørreport st. (- Sundbyvester Plads) hhv. Herlev st. - Dragør Stationsplads. Det betød samtidig, at der fremover kun var enkelte afgange om morgenen og eftermiddagen mandag-fredag, der faktisk kørte hele vejen mellem Ballerup st. og Dragør Stationsplads. Senere blev princippet med skiftevis kørsel ændret nok en gang, så ture til Nørreport st. fra 9. august 2015 fortsatte til stoppestedet ved Vingårdstræde og modsat kom til at udgå fra Kongens Nytorv i dagtimerne mandag-fredag og søndag.
Indimellem har omlægninger ved vej- og fjernvarmearbejder sat sit præg. I 2005 og 2006 fik linje 350S for eksempel på den måde et gensyn med Lille Kongensgade, i 2011 måtte den en tur over Fredensbro, og i 2014-2015 ad Mimersgade, hvor der ellers ikke kører busser. Mere omfattende blev det imidlertid fra slutningen af 2011 og de følgende tre år, hvor Nørreport st. gennemgik en omfattende renovering og ombygning med en række skiftende omlægninger af linje 350S til følge. Den overordnede omlægning fra 11. december 2011 til hhv. 31. marts og 22. april 2014 var ad Søtorvet - Gothersgade i retning mod Dragør og ad Gothersgade - Nørre Farimagsgade - Frederiksborggade, altså i stil med omlægningerne ved metrobyggeriet. I forhold til dengang var der dog nu ture med endestation ved Nørreport st., hvis sløjfekørsel blev ændret tre gange undervejs.

### Natdrift
I marts 2015 afleverede COWI et notat til Movia og Region Hovedstaden med forslag til nye og ændrede regionale buslinjer i regionen, som den havde overtaget det økonomiske ansvar for 1. januar 2015. Her blev der blandt andet kigget på forskellige muligheder for at give Dragør bedre forbindelse til jernbanenettet. En af mulighederne var en grendeling af linje 350S, så den ville komme til at køre skiftevis øst og vest om Københavns Lufthavn mellem Amager Landevej og Dragør. Busserne skulle så fortsætte fra Dragør videre rundt i den ring, der opstod på den måde, for at ende på Sundbyvester Plads. Det ville give en hurtig forbindelse mellem Dragør og Københavns Lufthavn st. men også medføre skift for mange passagerer. En anden mulighed var en ny linje med arbejdstitlen 550E fra Herstedvester via Hvidovre Hospital og Tårnby st. til Dragør. Det ville blandt andet medføre en reduktion af driften på linje 350S mellem Sundbyvester Plads og Dragør. Endelig skitseredes en forlængelse af linje 500S fra Ørestad st. via lufthavnen til Dragør, men det ville ikke berøre linje 350S direkte. Notatet gav grundlag for et forslag til trafikbestilling for 2016 til Region Hovedstaden, men her var der ikke længere tale om at ændre betjeningen af Dragør.
I september 2016 blev der indgået et forlig i Region Hovedstaden om budgettet for 2017, der blandt andet kom til at medføre flere besparelser og ændringer på de regionale buslinjer. For linje 350S betød det, at den fra natten mellem 29. og 30. januar 2017 kom til at køre en gang i timen om natten, hvorved den erstattede linje 81N mellem Ballerup og Dragør, der nedlagdes. De to linjer havde i forvejen det meste af linjeføringen tilfælles, idet linje 350S dog kører ad Englandsvej på Amager, mens linje 81N kørte via Kongelundsvej og Søvang, der med ændringen kom til at miste deres betjening om natten. Til gengæld fik Englandsvej sin natbusbetjening tilbage, som den mistede da linje 96N i marts 2010 blev afkortet fra Lufthavnen til Rådhuspladsen. Ved samme lejlighed kom linje 350S desuden til at erstatte en del af linje 92N mellem København og Frederikssund, der nedlagdes. Derudover var det på tale at dele linje 350S i to linjer med færre afgange, men det blev droppet.
I 2014 blev det besluttet at linje 5A, som linje 350S fulgtes med på Frederikssundsvej, Nørrebrogade og Amagerbrogade, skulle omdannes til +Way, Movias udgave af bus rapid transit, med højklassede stoppesteder, øget brug af busbaner og drift med ledbusser. Anlægsarbejderne startede i 2015, og ibrugtagningen sker 23. april 2017, hvor linje 5A blev relanceret som linje 5C. Der skete ingen ændringer på linje 350S som sådan, men den fik naturligvis også gavn af de flere busbaner og bedre stoppesteder.

### Nyt Bynet
29. september 2019 åbnede Metroselskabet metrostrækningen Cityringen. Det fik blandt andet betydning for linje 350S, som kom til at møde Cityringen ved Kongens Nytorv, Nørrebro og den nye Nørrebros Runddel Station. Mange andre linjer blev også berørt, så derfor ændrede Movia det københavnske busnet 13. oktober 2019 til det, de kaldte for Nyt Bynet. Grundlaget for ændringerne blev skabt i forbindelse med udarbejdelse af Trafikplan 2016, der blev godkendt af Movias bestyrelse 23. februar 2017. Planerne blev efterfølgende mere konkrete med præsentationen af Nyt Bynet i januar 2018 med enkelte efterfølgende ændringer.
I de første planer fra 2016 var det tanken, at linje 350S helt skulle nedlægges. I stedet skulle linje 5C udvides med en afgrening til Ballerup st. Det var imidlertid uklart hvordan man både kunne sikre linje 5C's hidtidige betjening af Herlev Hospital og den direkte forbindelse mellem Nørrebro og erhvervsområdet Lautrup. Sammen med kontraktlige forhold gjorde det, at man valgte at fastholde begge linjer. Linje 350S blev imidlertid indskrænket til kun at køre mellem Ballerup st. og Nørreport st., idet turene til og fra Herlev st. bortfaldt. Kørslen på Amager blev overtaget af linje 250S, der omlagdes ad Amager Boulevard og ad linje 350S' hidtidige rute ad Amagerbrogade - Tårnbyvej - Englandsvej - Krudttårnsvej til Dragør Stationsplads. På strækningen mellem Nørreport st. og Amagerbrogade kørte den første metro i forvejen, og på Torvegade kom en forlænget linje 31 desuden til at køre. Gothersgade og Bremerholm mistede derimod helt busbetjeningen.
8. december 2019 overgik driften af linje 350S fra Arriva til Anchersen. Anchersen indsatte seks nye 13,7 m-busser af typen Iveco Crossway LE samt fem 13 m-busser af typen Mercedes-Benz O530LE MÜ, der var blevet tilovers på linje 4A. Enkelte af Arrivas hidtil benyttede Volvo B12BLE-61/Vest var i forvejen blevet overflyttet til linje 7A, der blev oprettet som en del af Nyt Bynet, men nu blev stort set alle de andre udrangeret.

### Tanker om afkortning eller sammenlægning
I marts 2020 udarbejdede Movia et sparekatalog til Region Hovedstaden, der blandt andet omfattede linje 350S. Indtægterne fra passagererne var faldende, mens driftsudgifterne steg, så det var nødvendigt at spare, hvis regionens tilskud til busdriften ikke skulle øges. Linje 350S indgik her som en af mulighederne med en afkortning fra Ballerup st. til Malmparken st. Det var mindre end 5 % af linjens passagerer, der kørte på den strækning, og de måtte i givet fald tage S-tog i stedet for. Forslaget forventedes at kunne give en besparelse på 3 mio. kr. om året. Regionen ønskede imidlertid et supplement til sparekataloget. Her var en mulighed en fuldstændig nedlæggelse af linje 350S, hvilket ville give en besparelse på 16 mio. kr. Det ville imidlertid give generel pladsmangel på linje 5C mellem Nørreport st. og Herlev. Strækningen mellem Herlev og Ballerup st. ville desuden miste busbetjeningen, hvilket blandt andet ville gå udover betjeningen af Lautrup. En afkortning fra Nørreport st. til Nørrebro st. blev også overvejet, men her kørte 35 % af linjens passagerer. Da linjens passagertal desuden var højere end ventet efter åbningen af Cityringen, ville det derfor ikke give mening at spare der.
Regionsrådet vedtog 19. maj 2020, at linje 350S skulle overleve, men at den som en af flere besparelser på busdriften skulle afkortes fra Ballerup st. til Malmparken st. Afkortningen skulle ske i december 2021. Men i forbindelse med budgetforhandlingerne for 2022 lykkedes det for regionsrådet at finde de nødvendige midler, så linje 350S fortsat kunne køre til Ballerup st. Der blev desuden afsat 1,1 mio. kr. til fremkommelighedstiltag, så busserne på linjen kunne komme hurtigere frem.
Ideen om en sammenlægning af linje 5C og 350S rumsterede dog stadigvæk. Det ville give en mere genkendelig betjening, hvis de to parallelt løbende linjer blev slået sammen. Desuden skulle busnettet alligevel ændres i forbindelse med etableringen af Hovedstadens Letbane. Regionsrådet vedtog derfor 17. august 2021 at udbyde linje 350S på en kort kontrakt på 2-4 år, så det kom til at passe med kontrakten på linje 5C. Movia undersøgte så efterfølgende mulighederne for en sammenlægning. I oktober 2023 konkluderede de imidlertid, at fordelene ved en sammenlægning ikke ville opveje ulemperne. Der ville blive brug for flere afgange mellem Nørrebro og Amager, hvilket ville give trafikale udfordringer og øge risikoen for klumpkørsel. Desuden ville de passagerer, der kørte langt med linje 350S, få længere rejsetid og færre siddepladser. Endelig ville en sammenlægning ramme de berørte kommuner og regionen skævt.
Som følge af Movias konklusion valgte Region Hovedstaden 16. april 2024 at udbyde linje 350S på en særskilt kontrakt. Men da budgettet for de forestående år var under pres, havde Movia også lavet et sparekatalog i 2023. Her var en af mulighederne igen en afkortning af linje 350S fra Ballerup st. til Malmparken st. Sammen med reduktioner i frekvensen forventedes det at give en besparelse på 2,4 mio. kr. Det ville gå udover 3.400 passagerer pr. hverdag, men en stor del af dem forventedes at ville bruge andre linjer i området. Regionsrådet vedtog derfor, at der skulle være en klausul i udbuddet om, at driften på linjen kunne reduceres.

## Fakta
- Linjeføring
  - Ballerup st. - Linde Alle - Hold-an Vej - Ballerup Boulevard - Malmparken st. - Malmparken - Lautrupparken - Lautrupvang - Skovlunde Byvej - Herlev Hovedgade - Herlev Torv - Frederikssundsvej - Husum Torv - Frederikssundsvej - Nørrebro st. - Nørrebrogade - Dronning Louises Bro - > Søtorvet > Gothersgade > Nørre Voldagade (/< Frederiksborggade <) - Nørreport st.[85][86]

- Overordnede linjevarianter
  - Ballerup st. - Nørreport st.[85]

- Materiel
  - 6 13,7 m-busser af typen Iveco Crossway LE garageret hos Keolis Danmark, Jernholmen.[87]
  - 5 13 m-busser af typen Mercedes-Benz O530LE MÜ garageret hos Keolis Danmark, Jernholmen.[87]

| Fra        | Entreprenør og garage      |
| ---------- | -------------------------- |
| 24-09-1995 | Bus Danmark, Islev         |
| 30-05-1999 | Linjebus, Gladsaxe         |
| 31-07-2000 | Connex, Gladsaxe           |
| 23-10-2005 | Arriva, Ballerup           |
| 16-03-2008 | Arriva, Vasbygade          |
| 11-01-2009 | Arriva, Gladsaxe           |
| 13-12-2015 | Arriva, Ejby               |
| 08-12-2019 | Anchersen, Jernholmen      |
| 03-06-2025 | Keolis Danmark, Jernholmen |

| År          | 2021      | 2022      | 2023      | 2024      |
| ----------- | --------- | --------- | --------- | --------- |
| Passagertal | 2.109.668 | 2.638.156 | 2.844.297 | 2.867.002 |

## Kronologisk oversigt
Nedenfor er der gjort rede for permanente og længerevarende midlertidige ændringer. Der er set bort fra ændringer af få dages varighed og de til tider temmelig omfattende ændringer ved sportsbegivenheder, demonstrationer, statsbesøg og lignende. For linje 350S er det typisk Nørrebrogade, der bliver berørt ved sådanne lejligheder, så linjen bliver omlagt ad blandt andet Åboulevard og Ågade.
| Dato                        | Hændelse |
| --------------------------- | --- |
| 24-09-1995                  | Linje 350S oprettes ad følgende rute: Ballerup st. - Linde Alle - Hold-an Vej - Ballerup Boulevard - Malmparken st. - Malmparken - Lautrupparken - Lautrupvang - Skovlunde Byvej - Herlev Hovedgade - Herlev Torv - Frederikssundsvej - Husum Torv - Frederikssundsvej - Nørrebro st. - Nørrebrogade - Dronning Louises Bro - Frederiksborggade - Nørreport st. - Gothersgade - > Christian IX's Gade > Gammel Mønt > Kristen Bernikows Gade > Lille Kongensgade > /(< Gothersgade <) - Kongens Nytorv - Holmens Kanal - Børsbroen - Børsgade - Knippelsbro - Christianshavns Torv - Torvegade - Amagerbrogade - Sundbyvester Plads - Amager Landevej - Tømmerupvej - Englandsvej - Kirkevej - Vestgrønningen - > Drogdensvej > /(< Rønne Alle <) - Færgevej - Dragør Færgehavn I dagtimerne på hverdage kører hver anden tur kun mellem Husum Torv og Amager Centret, hvor der køres i sløjfe fra Amagerbrogade ad Holmbladsgade - Reberbanegade - Brysselsgade. Linjen erstatter linje 7E der nedlægges. Desuden reduceres driften på linje 30, 33 og 73E. |
| 14-04-1996                  | Omlægges i retning mod Dragør så der køres ad Bremerholm i stedet for ad Lille Kongensgade - Holmens Kanal. Omlægningen skyldes anlæg af metrostation på Kongens Nytorv og arkæologiske udgravninger i den forbindelse. |
| 05-01-1997                  | Omlægges ad Søtorvet - Gothersgade i stedet for Frederiksborggade - Nørre Voldgade. Omlægningen skyldes etablering af metrostation ved Nørreport st. og var oprindelig berammet til at vare ca. 3 år men kom i praksis til at vare næsten 6 år. |
| 05-02-1997                  | Omlægningen fra 05-01-1997 ændres så der mod Dragør køres ad Frederiksborggade - Nørre Farimagsgade - Gothersgade og mod Ballerup st. ad Gothersgade - Søtorvet. I praksis forekom der dog busser der gjorde det omvendte. |
| 13-02-1997                  | Endestationen for ture der ender ved Amager Centret flyttes til Holmbladsgade med sløjfe ad Holmbladsgade - Ålandsgade - Brysselsgade. Ændringen skyldes etablering af metrostationen Amagerbro Station. |
| 28-09-1997                  | Ture med endestation ved Husum Torv forlænges til Malmparken st. i morgenmyldretiden som erstatning for linje 551P der nedlægges. |
| 27-09-1998                  | Omlægges ad Tårnbyvej - Tårnby st. - Englandsvej og ad Møllegade - Møllevej - Krudttårnsvej - Sydstranden - Søndre Strandvej - Vestgrønningen - Stationsvej til ny endestation på Dragør Stationsplads. Der køres i sløjfe ad Linde Alle - Kirkevej. |
| 30-05-1999                  | Der indsættes gasbusser. |
| 20-10-2002                  | Omlægges ved Nørreport st. i forbindelse med metroens åbning så der atter køres ad Frederiksborggade - Nørre Voldgade i begge retninger. Samtidig reduceres driften med bortfald af korte ture mellem Husum Torv og Amager Centret som følge af oprettelsen af linje 5A. |
| 12-01-2003                  | Driften udvides i morgenmyldretiden med ture fra Malmparken st. til Sundbyvester Plads hhv. fra Dragør Stationsplads til Malmparken st. I eftermiddagsmyldretiden udvides med korte ture mellem Husum Torv og Sundbyvester Plads i begge retninger. |
| 17-10-2004                  | Mellem myldretiderne, i eftermiddagsmyldretiden og i dagtimerne lørdag køres skiftevis Ballerup st. - Sundbyvester Plads og Husum Torv - Dragør Stationsplads. Om aftenen alle dage køres skiftevis Ballerup st. - Nørreport st. og Husum Torv - Dragør Stationsplads. |
| 25-07-2005 - 30-06-2006     | Omlægges i retning mod Dragør ad Lille Kongensgade - Kongens Nytorv - Holmens Kanal. Omlægningen skyldes arkæologiske udgravninger på Bremerholm. |
| 24-09-2005 - 15-11-2005     | Omlægges ad Holmens Kanal - Børsgade. Omlægningen skyldes vejarbejde. |
| 23-10-2005                  | Der indsættes 13,7 m-busser. |
| 18-03-2008                  | Ture til Sundbyvester Plads afkortes til Nørreport st. |
| 19-06-2009 - ??-07-2009     | Omlægges i retning mod Dragør ad Øster Voldgade - Sølvgade - Borgergade - Dronningens Tværgade - Store Kongensgade - Kongens Nytorv - Holmens Kanal. I løbet af juni ændres omlægningen dog til Øster Voldgade - Store Kongensgade - Kongens Nytorv - Holmens Kanal. Omlægningen skyldes vejarbejde på Bremerholm. |
| 17-04-2011                  | Myldretidsture med endestation ved Nørreport st. forlænges atter til Sundbyvester Plads. På søndage i dagtimerne køres nu også skiftevis Ballerup st. - Nørreport st. og Husum Torv - Dragør Stationsplads. |
| 25-06-2011 - 11-09-2011     | Omlægges i retning mod Ballerup st. ad Nørre Farimagsgade - Øster Farimagsgade - Webersgade - Fredensbro - Fredensgade - Tagensvej - Jagtvej. Omlægningen skyldes vej- og fjernvarmearbejde på Nørrebrogade og gjaldt i perioder også i modsat retning. |
| 24-09-2011 - ca. 24-11-2011 | Omlægges i retning mod Dragør ad Øster Voldgade - Sølvgade - Kronprinsessegade. Omlægningen skyldes fjernvarmearbejde. |
| 11-12-2011                  | Omlægges i retning mod Dragør ad Søtorvet - Gothersgade og i retning mod Ballerup st. ad Gothersgade - Nørre Farimagsgade. Omlægningen skyldes ombygning af Nørreport st. |
| 01-04-2012                  | De afgange som hidtil har haft endestation på Husum Torv, forlænges af Frederikssundsvej - Herlev Hovedgade - Stationsalleen til Herlev st. til erstatning for linje 22 som afkortes til Husum Torv. Samtidig udvides princippet med skiftevis kørsel til også at gælde om morgenen alle dage. Fremover køres således generelt skiftevis Ballerup st. - Nørreport st. og Herlev st. - Dragør Stationsplads i hele driftstiden, undtagen i myldretiden hvor ture til Nørreport st. fortsætter til Sundbyvester Plads. Kun enkelte afgange mandag-fredag morgen og eftermiddag kører helt igennem mellem Ballerup st. og Dragør Stationsplads. |
| 21-05-2013                  | Korte ture fra Ballerup st. får ændret endestationen ved Nørreport st., så der køres i sløjfe ad Frederiksborggade - Rømersgade - Vendersgade - Nørre Voldgade - Gothersgade - Nørre Farimagsgade - Frederiksborggade. Afsætning sker i Vendersgade før Nørre Voldgade og påstigning sker i Gothersgade efter Nørre Voldgade. Omlægningen skyldes det fortsatte arbejde med ombygningen af Nørreport st. |
| 31-03-2014                  | Det fortsatte arbejde med ombygningen af Nørreport st. medfører nye ændringer. I retning mod Dragør køres ad Frederiksborggade - Nørre Voldgade, mens der i retning mod Ballerup st. stadig køres ad Gothersgade - Nørre Farimagsgade. De korte ture kører i sløjfe ad Frederiksborggade - Nørre Voldgade - Gothersgade - Nørre Farimagsgade med afsætning i Frederiksborggade før Nørre Voldgade og påstigning i Gothersgade. |
| 22-04-2014                  | Omlægges ved Nørreport st. så der køres ad Frederiksborggade - Nørre Voldgade i begge retninger. Omlægningen i retning mod Ballerup st. har ikke kunnet finde sted tidligere på grund af etablering af en ekstra elevator til metrostationen under Frederiksborggade. Samtidig ændres sløjfekørslen for de korte ture så der køres ad Nørre Farimagsgade - Gothersgade - Nørre Voldgade - Frederiksborggade, dvs. modsat af før. Afsætning og påstigning sker ved stoppestedet på Nørre Voldgade. |
| 31-08-2014                  | Der indsættes nogle ture i morgenmyldretiden fra Malmparken st. til DTU Ballerup Campus. |
| 01-11-2014 - 10-08-2015     | Omlægges i retning mod Dragør ad Borgmestervangen - Mimersgade - Jagtvej. Omlægningen skyldes vejarbejde. Fra 31. juli til 10. august 2015 gælder omlægningen i begge retninger. |
| 29-03-2015                  | Turene i morgenmyldretiden fra Malmparken st. til DTU Ballerup Campus indstilles. |
| 09-08-2015                  | Ture til Nørreport st. forlænges til Vingårdsstræde og retur fra Kongens Nytorv i dagtimerne mandag-fredag og søndag. |
| 30-01-2017                  | Der indføres drift en gang i timen om natten, så linjen kommer til at køre døgnet rundt. Derved erstatter den det meste af linje 81N og dele af linje 92N, der begge nedlægges. |
| 04-09-2017 - ca. 16-04-2018 | Omlægges i retning mod Dragør ad Amagerfælledvej - Amager Boulevard. Omlægningen skyldes ombygning af Amagerbrogade. |
| 29-04-2018 - 15-11-2018     | Omlægges i retning mod Dragør ad Holmbladsgade - Ålandsgade - Frankrigshusene - Wittenberggade - Moselgade - Øresundsvej. Omlægningen skyldes ensretning af Amagerbrogade. |
| 29-07-2019 - ca. 28-11-2019 | Omlægges ad Bydammen i stedet for ad Linde Allé. Omlægningen skyldes anlæg af vandrør. |
| 02-09-2019 - 13-10-2019     | Ture mod Dragør omlægges ad Søtorvet - Gothersgade. Omlægningen skyldes hotelbyggeri ved Frederiksborggade. |
| 13-10-2019                  | Linjen indskrænkes til kun at køre mellem Ballerup st. og Nørreport st. med sløjfekørsel sidstnævnte sted ad Søtorvet - Gothersgade - Nørre Voldgade - Nørreport st. - Frederiksborggade. Kørsel til og fra Herlev st. ophører. Strækningen mellem Amagerbro st. og Dragør Stationsplads overtages af linje 250S. |
| 23-03-2020 - ca. 28-04-2020 | Omlægges ad Nordre Fasanvej - Hillerødgade i retning mod Nørreport st. Omlægningen skyldes vejarbejde. |